# Laurent Poliquin
Pour les articles homonymes, voir Poliquin.
Œuvres principales
- De l'amuïssement des certitudes (2014)
- Marchand d'intensité (2012)
- Orpailleur de bisous (2010)
- La Métisse filante (2008)

Laurent Poliquin, né à Trois-Rivières en 1975, est un artiste-peintre et poète franco-manitobain, membre de l’Association des auteurs du Manitoba français, du Regroupement des poètes francophones engagés pour la paix et la liberté et distingué par plusieurs récompenses littéraires, tels que le Prix de l’Alliance française (2002), le Prix international Castello di Duino (2006), le Prix Rue-Deschambault (2015) et le Prix international de poésie Senghor.

## Biographie
Naissance à Trois-Rivières en 1975. De 1991 à 1994, il joue dans une douzaine de pièces de théâtre avant de revêtir le costume de clown pour une compagnie de livraison de ballons. De 1992 à 1994, il anime Dio-Flash, une émission télévisée d’actualité diocésaine diffusée sur le réseau Cogeco.
En 1997, il entame des études en philosophie à l’Université du Québec à Trois-Rivières et fait la rencontre à la même époque d’Alexis Klimov. Dans le prolongement d’un séminaire de recherche qu’il suit en 1998 avec Françoise Gaillard  de l’Université de Paris VII, il dépose un mémoire de maîtrise intitulé La quête du séduction ou le messianisme diabolique au département d’études françaises de l’Université de Colombie-Britannique.

En 1999, il s’installe à Winnipeg et complète un baccalauréat en Éducation à l’Université de Saint-Boniface pour lequel il reçoit le prix du Gouvernement français. À partir de 2002, il fait ses débuts à la radio sur les ondes de CKXL-FM et anime plusieurs émissions dont Volupté (2001-2003), Jazz Matinée, Les policoquineries, Tabula Rasa en co-animation avec Christian Violy (2008) avant de tenir la barre de l’émission de musique classique Tous les dimanches du monde en 2013.

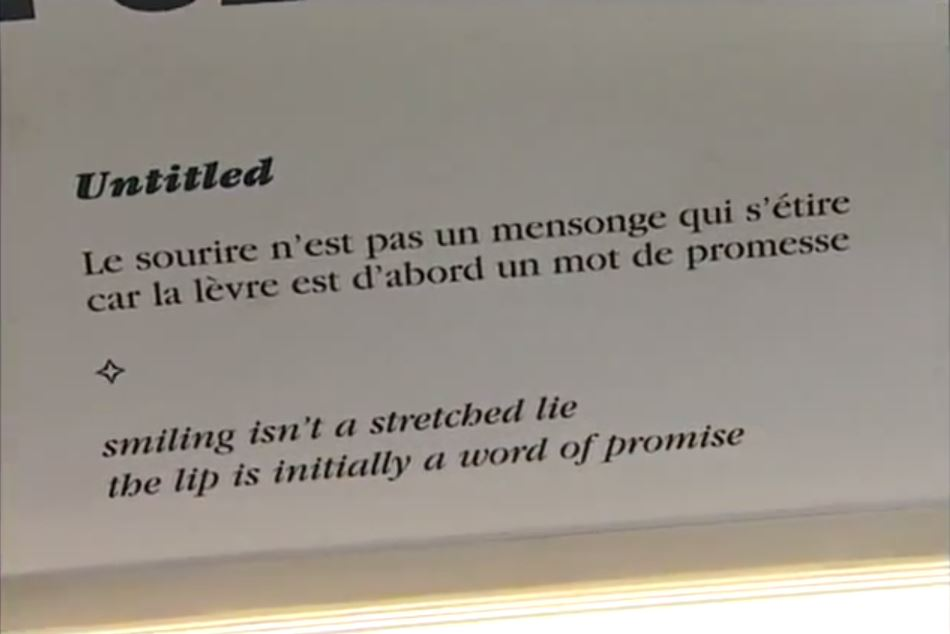
Poème publié dans les autobus publics de Winnipeg en 2003.

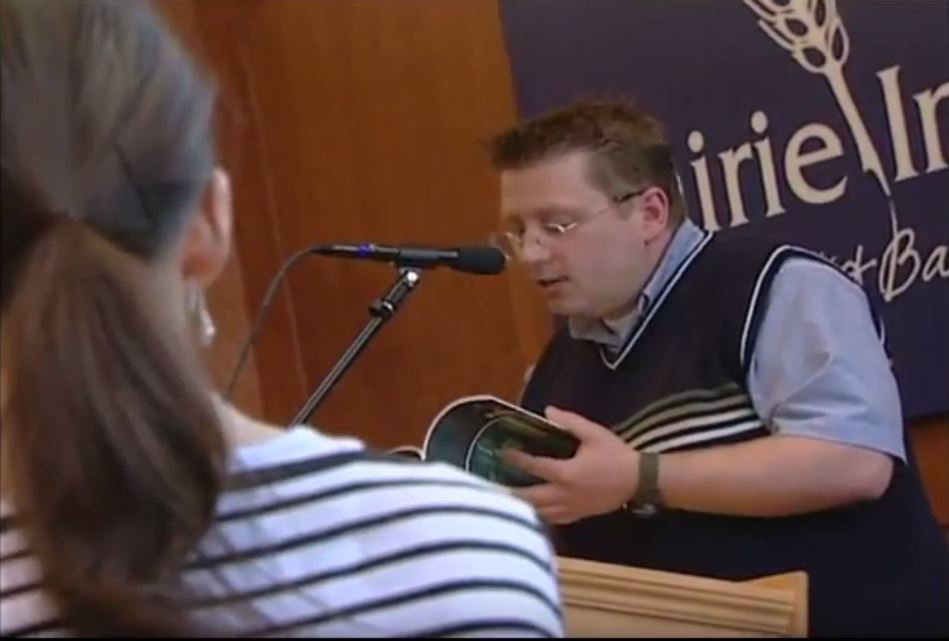
Lecture publique à la Librairie McNally Robinson de Winnipeg, 2003.

En 2008, il entame un doctorat en études françaises à l’Université du Manitoba (Canada) après avoir occupé des fonctions éditoriales aux Éditions des Plaines (2003-2009). Il est reçu membre du centre de recherche Young People’s Text and Culture de l’Université de Winnipeg (CRYTC) et travaille à titre de rédacteur à la revue scientifique internationale Jeunesse: Young People, Texts, Cultures. Il devient également membre d’honneur du conseil scientifique international de la revue Otago French Notes de Nouvelle-Zélande.
À partir de 2002, il obtient plusieurs bourses d’écriture du Conseil des arts du Canada, du Conseil des arts du Manitoba et du Conseil des arts de Winnipeg. Il publie ses premiers poèmes à Saint-Boniface aux Éditions des Plaines avant d’être repêché par les Éditions L’Harmattan à Paris où il publie La Métisse filante (2008), Marchand d’intensité (2012) Voyageur des interstices (2018), Les foudres du silence (2019) et L'ivresse fragile de l'aube (2021).
Il participe à plusieurs lectures publiques, notamment dans le cadre du Salon du Livre de Toronto (2003), du Salon du Livre de Paris (2007), du Festival international de la poésie de Trois-Rivières (2001, 2003 et 2005) et du Winnipeg International Writers Festival (2001 à 2010). Ses poèmes ont été publiés au Québec (Le Sabord, Moebius et Ellipse), au Canada (Contemporary Verse 2, Canadian Literature), en France (Poésie sur Seine, Casse-Pieds, Le Temps des cerises) et en Italie (Ibiskos Editrice Risolo).
Le parcours artistique de Laurent Poliquin est une exploration vibrante entre les mots et les couleurs, établissant un pont novateur entre la poésie et les arts visuels. Sa formation académique comprend un certificat en peinture abstraite d'après-guerre du Museum of Modern Art de New York, une expertise en pratique de l'art contemporain de l'Université Cornell et une solide base en gestion des arts acquise à HEC Montréal. Titulaire d'un doctorat en études littéraires de l'Université du Manitoba, M. Poliquin allie ses compétences académiques à une profonde passion pour l'expression artistique.
Ses œuvres ont été exposées dans des galeries renommées du monde entier. En octobre 2023, Artpal à San Francisco accueille ses créations, suivi de Gallea à Montréal en novembre 20238. La Maison des artistes visuels francophones de Saint-Boniface a été le lieu de sa présentation le 30 novembre 20239. En décembre 2023, Poliquin reçoit le prix d'excellence artistique du Circle Quarterly Art Review Magazine Contest pour sa pièce intitulée " La petite princesse jaune "10.
Son exploration artistique s'étend également à des expositions internationales, notamment " Moonshadows " à la Galerie Monat à Madrid du 20 novembre au 3 décembre 2023, et " The body language " à la Foire internationale d'art de Venise en janvier-février 2024.
Sa carrière singulière représente une symbiose harmonieuse entre la littérature et les arts visuels, explorant les frontières de la créativité contemporaine.

## Œuvres

### Poésie
- Volute velours, Plaines, 2001
- L'ondoiement du désir, Plaines, 2003
- Le vertigo du tremble, Plaines, 2005
- La Métisse filante, L'Harmattan, 2008
- Orpailleur de bisous, L'Interligne, 2010
- Marchand d'intensité, L'Harmattan, 2012
- Le maniement des larmes, Plaines, 2013
- De l'amuïssement des certitudes, Jacques André Éditeur, 2014
- Voyageur des interstices, L'Harmattan, 2018
- L'ivresse fragile de l'aube, L'Harmattan, 2021
- Le petit bruit du poème, Éditions du Blé, 2022
- L'acharnement des ruines, Les Impliqués, 2023

### Essais
- Les foudres du silence : l'estomac fragile de la littérature francophone au Canada, L'Harmattan, 2019.
- De l'impuissance à l'autonomie. Évolution culturelle et enjeux identitaires des minorités canadiennes-françaises, Prise de Parole, 2017.
- La quête du séducteur ou le messianisme diabolique, Primo Mobile éditeur, 2012.

### Nouvelles
- Litterarum virus, Primo Mobile éditeur, 2016

### Ouvrages collectifs
- L’Autre en mémoire, sous la direction de Dominique Laporte, Presses de l’Université Laval, 2006.
- La joie, anthologie établie par Danielle Shelton, Paris/Montréal, Temps des cerises/Adages, 2006.
- Aria Acqua Terre Fuoco, anthologie établie par Gabriella Valera Gruber, Florence, Ibiskos Editrice Risolo, 2006.
- Plaisir du texte, texte de plaisir : l'œuvre de J.R. Léveillé, sous la direction de Lise Gaboury-Diallo et al., Presses universitaires de Saint-Boniface, 2007.
- Saint-Boniface 1908-2008 : reflets d’une ville, sous la direction de André Fauchon et Carol J. Harvey, Saint-Boniface, Presses universitaires de Saint-Boniface, 2008
- Sillons : hommage à Gabrielle Roy, sous la direction de Lise Gaboury-Diallo, Éditions du Blé, 2009.
- Transplanter le Canada : Semailles / Transplanting Canada: Seedlings, sous la direction de Marie Carrière et Jerry White, Edmonton, Canadian Literature Centre, 2009
- Littératures francophones minoritaires (Canada, 1999-2010) : Entretiens et textes, sous la direction de Catherine Parayre, Vienne, Praesens Verlag, 2011.
- Nous, la multitude, anthologie établie par Françoise Coulmin, Paris, Temps des cerises, 2011.
- Contre l’innocence : Esthétique de l’engagement en littérature de jeunesse, sous la direction de Britta Benert et P. Clermont, Frankfurt am Main, Peter Lang Verlag, 2011
- Paroles francophones de l'Ouest et du Nord canadiens, sous la direction de Carol Harvey, Presses universitaires de Saint-Boniface, 2012.
- Étoiles et planètes, anthologie établie par André Desforges, Bordeaux, Les dossiers d'Aquitaine, 2012.
- La francophonie de la Colombie-Britannique : mémoire et fiction, sous la direction de Guy Poirier et al., Ottawa, Éditions David, 2012.
- Les institutions littéraires en question dans la franco-amérique, sous la direction de B. Doyon-Gosselin, D. Bélanger et C. Bérard, Presse de l'Université Laval, 2014.
- Cancer, le poète ne meurt jamais, anthologie établie par le Regroupement des poètes francophones engagés pour la paix et la liberté, Rotterdam, Les Engagés Editions, 2017.
- Bref! 150 nouvelles pancanadiennes, sous la direction de Charles Leblanc, Editions du Blé, 2017.

### Entretien
- Une entrevue avec Laurent Poliquin, entretien avec Nina Berkhout dans CV2, vol. 30, no 1, été 2007, p. 58-62.
- Une poétique assumée : rencontre avec Laurent Poliquin, entretien avec Perrine Foucault, L'Harmattan, mai 2018.
- Entretien avec Laurent Poliquin par Bianca Deshaies, Milwaukee Review, vol. 92, juillet 2021, p. 42-49.

## Résultats électoraux
|                          | Nom                      | Parti politique                   | Voix   | %       | Majorité |
| ------------------------ | ------------------------ | --------------------------------- | ------ | ------- | -------- |
|                          | Dan Vandal (sortant)     | Libéral                           | 19 908 | 43,78 % | 7 159    |
|                          | Shola Agboola            | Conservateur                      | 12 749 | 28,04 % |          |
|                          | Meghan Waters            | NPD                               | 9 767  | 21,48 % |          |
|                          | Jane MacDiarmid          | Parti populaire                   | 1 978  | 4,35 %  |          |
|                          | Laurent Poliquin         | Vert                              | 676    | 1,49 %  |          |
|                          | Sébastien CoRhino        | Parti Rhinocéros                  | 80     | 0,18 %  |          |
|                          | Scott A A Anderson       | Indépendant                       | 58     | 0,13 %  |          |
|                          | Naomi Crisostomo         | Indépendant                       | 31     | 0,07 %  |          |
|                          | Kerri Hildebrandt        | Indépendant                       | 31     | 0,07 %  |          |
|                          | Charles Currie           | Indépendant                       | 25     | 0,05 %  |          |
|                          | Jean-Denis Boudreault    | Indépendant                       | 24     | 0,05 %  |          |
|                          | Patrick Strzalkowski     | Indépendant                       | 21     | 0,05 %  |          |
|                          | Matthew Correia          | Coalition des anciens combattants | 17     | 0,04 %  |          |
|                          | Denis Berthiaume         | Indépendant                       | 16     | 0,04 %  |          |
|                          | Tomas Szuchewycz         | Indépendant                       | 15     | 0,03 %  |          |
|                          | Alexandra Engering       | Indépendant                       | 14     | 0,03 %  |          |
|                          | Scott Falkingham         | Indépendant                       | 14     | 0,03 %  |          |
|                          | Ryan Huard               | Indépendant                       | 14     | 0,03 %  |          |
|                          | Eliana Rosenblum         | Indépendant                       | 13     | 0,03 %  |          |
|                          | Manon Lili Desbiens      | Indépendant                       | 11     | 0,02 %  |          |
|                          | Conrad Lukawski          | Indépendant                       | 7      | 0,02 %  |          |
| Total des votes valides  | Total des votes valides  | Total des votes valides           | 45 469 | 99,17 % |          |
| Total des votes rejetés  | Total des votes rejetés  | Total des votes rejetés           | 379    | 0,83 %  |          |
| Total des votes exprimés | Total des votes exprimés | Total des votes exprimés          | 45 848 | 66,25 % |          |
| Électeurs inscrits       | Électeurs inscrits       | Électeurs inscrits                | 69 204 |         |          |